# Betty Allen
Elizabeth Louise (Betty) Allen, född 17 mars 1930 i Campbell, Ohio, död 22 juni 2009 i Valhalla,  New York, var en amerikansk operasångerska (mezzosopran). Hon studerade för Paul Ulanowsky och Zinka Milanov vid Hartford School of Music 1950-53. Hon sjöng opera i bland annat New York, San Francisco, Houston, Boston och Santa Fe, och hon gjorde 1973 sin debut på Metropolitan Opera i New York. Hon undervisade vid Manhattan School of Music, North Carolina School of the Arts och Philadelphia Musical Academy.